# Sabia (chi ốc biển)
Sabia là một chi ốc biển trong họ Hipponicidae.

## Các loài
- Sabia conica (Schumacher, 1817)

The Indo-Pacific Molluscan Database (OBIS) also adds the following species with names in current use:
- Sabia australis Lamarck, 1819 (đồng nghĩa của Hipponix australis (Lamarck, 1819))
- Sabia prionocidaricola Habe & Kanazawa, 1991 (đồng nghĩa của Hipponix prionocidaricola Habe & Kanazawa, 1991)

According to Gastropods.com, the following species also belong to the genus Sabia:
- Sabia affine (Jeffreys, J.G., 1883)
- Sabia erma (Cotton, B.C., 1939)